# Andrew Beck
Andrew Beck (Tampa, 15 maggio 1996) è un giocatore di football americano statunitense che milita nel ruolo di fullback per gli Houston Texans della National Football League (NFL).

## Carriera

### New England Patriots
Dopo non essere stato nel Draft, Beck firmò con i New England Patriots il 4 maggio 2019 per un salario di 115.000 dollari che lo rese il giocatore non selezionato nel draft più pagato dalla squadra. I Patriots lo spostarono nel ruolo di fullback all’inizio del training camp. Fu svincolato il 30 agosto 2019.

### Denver Broncos
Beck firmò con i Denver Broncos il 1º settembre 2019 per sostituire l’infortunato titolare Andy Janovich. Debuttò nella NFL nel primo turno il 9 settembre contro gli Oakland Raiders. La prima gara come titolare fu il 22 settembre 2019 contro i Green Bay Packers, giocando 23 snap come fullback. Il primo touchdown in carriera fu su un passaggio da una yard di Drew Lock il 29 dicembre 2019, nella vittoria per 16-15 sui Raiders.
Beck fu inserito nella lista riserve/COVID-19 il 30 luglio 2020. Fu attivato il 17 agosto 2020. Il 31 ottobre fu inserito in lista infortunati per un problema al tendine del ginocchio. Fu attivato il 5 dicembre 2020.
Il 21 dicembre 2021 Beck fu inserito in lista infortunati.
Il 14 marzo 2022 Beck firmò un nuovo contratto di un anno con i Broncos.

### Houston Texans
Il 17 marzo 2023 Beck firmò un contratto biennale con gli Houston Texans.
Il 24 settembre 2023, in una gara contro i Jacksonville Jaguars, Beck si fece sfuggire un kickoff ma riuscì a recuperare il pallone e lo ritornò per 85 yard in touchdown. I Texans vinsero per 37–17.

### Green Bay Packers
Beck firmò con la squadra di allenamento dei Green Bay Packers il 30 agosto 2024.